# ぐるっと・つーバス
ぐるっと・つーバスは、三重県津市のNPO法人「バスネット津」が主体となって運行するコミュニティバスである。津市中心部を循環路線として運行する。運行は三重交通中勢営業所に委託している。

## 概要
三重交通の元社員や地域住民が、中心市街地活性化と高齢者の移動手段確保という2つの目的を掲げて、津市にコミュニティバス運行を要望したのが始まりである。しかし、市側は周辺にバス路線があることから交通空白地帯ではないとして、コミュニティバス運行の要請に応じることはなかった。こうした中で、四日市市ではNPO法人による自主運行コミュニティバスの先駆けである「生活バスよっかいち」の運行が開始された。この事例を元に市民側は再度、市に対しコミュニティバスの運行を求めた。
市側は、市として直営でバスを運行することはできないこと、バス事業者に補助金を交付することはできないことを条件として提示した。同時に三重交通に対しては、費用負担を住民、病院、商店街、行政で分担した上で運行してほしいという要請があった。
このため、NPO法人「バスネット津」を発足させ、商店街や病院から協賛金を集め、これに市の運営補助金を加えて運行されることとなった。路線は道路交通法第4条に基づく申請であった。
2004年（平成16年）3月1日に試験運行を開始、4月1日には本格運行に移行した。

## 沿革
- 2004年（平成16年）
  - 3月1日 - 試験運行開始。試験運行中の運賃は無料であった。
  - 4月1日 - 本格運行開始。
- 2007年（平成19年）4月9日 - 経路変更。津なぎさまちへ路線を延長。
- 2023年（令和5年) 7月1日 - 津生協病院新病院へ乗り入れ。

## 運賃・乗車券類
- 運賃は1乗車100円均一。
- 運賃支払にはemicaと交通系ICカードが使用できる。

## 路線
- 津新町駅 → 市役所前 → 三重会館 → 津なぎさまち → 丸之内商店街 → 津松菱前 → 橋南マルヤス前 → 津新町駅
  - 土曜・休日とお盆（8月13日から15日）・年末年始（12月30日から翌年1月4日）は運休する。
  - 津新町駅をまたいで利用する場合、津新町駅降車時に「乗継票」を受け取り、次発便に乗車すればその便は無料で利用できる。

## 車両
- いすゞ・エルガミオ - 三重交通在籍車（三重交通カラー）

## 参考資料
- コミュニティ“の”バス - ウェイバックマシン（2013年8月23日アーカイブ分）
- 研究論文「商業事業者が主導するバスの現状と地域公共交通維持に果たす可能性に関する研究」 - ウェイバックマシン（2016年3月4日アーカイブ分）
- 地域科学研究会編、まちづくり資料シリーズ31巻3「新バスシステム」、「第1章4、[三重・四日市市]NPOが運営する「生活バスよっかいち」、牧田学、pp.47-57